# ポール・オーンドーフ
ポール・オーンドーフ（Paul Orndorff、本名：Paul Parlette Orndorff Jr.、1949年10月29日 - 2021年7月12日）は、アメリカ合衆国のプロレスラー。フロリダ州ブランドン出身。
ボディビルダー顔負けの鍛え抜かれた肉体を武器に、NWA、WWE、WCWなど各団体でトップスターとして活躍した。"ミスター・ワンダフル" （Mr. Wonderful）のニックネームでも知られる。日本では、その鋼のような肉体から "鋼鉄男" の異名を付けられた。

## 来歴
タンパ大学時代はアメリカンフットボールで活動。NFLのオークランド・レイダースで活躍したジョン・マツザックのチームメートであり、オールパーパス・ヤードで2000ヤードを獲得、21タッチダウンを挙げた。卒業後、1973年のNFLドラフト12巡全体289位でニューオーリンズ・セインツに指名されたが、NFLへの出場機会を得ることはできず、カンザスシティ・チーフスでも出場を目指したが果たせなかった。1975年にはNFLの対抗リーグであったワールド・フットボール・リーグのジャクソンビル・シャークスでプレイしている。
その後、地元のフロリダに戻ってヒロ・マツダのコーチを受け、1976年にプロレスラーとしてデビュー。デビュー後は南部エリアを中心に活動、1977年5月29日にテネシー州メンフィスでジェリー・ローラーからNWA南部ヘビー級王座を、1978年5月29日にはトライステート地区でアーニー・ラッドからNWA北米ヘビー級王座を奪取している。
その後はジム・クロケット・ジュニアの管理するNWAミッドアトランティック地区に参戦。1978年12月26日、ジミー・スヌーカと組んでバロン・フォン・ラシク&グレッグ・バレンタインを破り、同地区認定のNWA世界タッグ王座を獲得した。1979年10月にはロン・フラーが主宰していたアラバマのSECWにて、タンパ大学時代の盟友ディック・スレーターと組みNWAサウスイースタン・タッグ王者にもなっている。

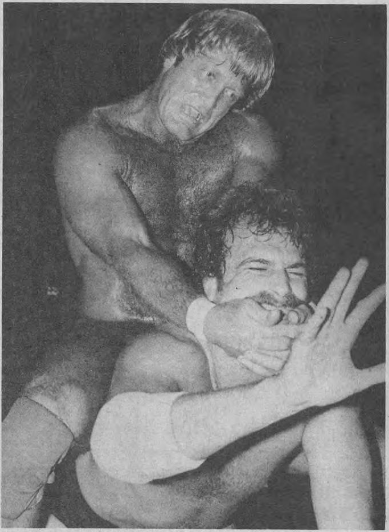
ジェイク・ロバーツを攻撃するオーンドーフ（1981年）

1980年代に入ると、トライステート地区の後継プロモーションであるビル・ワットのMSWAを主戦場に、1981年7月4日にジェイク・ロバーツからミッドサウス北米ヘビー級王座を奪取。以降も同王座を巡り、テッド・デビアス、ディック・マードック、マイク・ジョージ、ボブ・ループらと抗争した。1982年からはジム・バーネット主宰のジョージア・チャンピオンシップ・レスリングに進出。バズ・ソイヤー、スーパー・デストロイヤー、マスクド・スーパースター、トミー・リッチらを破り、同地区認定のナショナル・ヘビー級王座を4回に渡って獲得するなど、次期NWA世界ヘビー級王者の有力候補に挙げられた（同時期、リック・フレアーのNWA世界ヘビー級王座に再三挑戦している）。
1983年末にWWFへ引き抜かれ、ミスター・ワンダフルのニックネームでナルシシスト系のヒールとして活躍。1984年よりスタートしたWWFの全米侵攻の重要メンバーとなり、ロディ・パイパー、カウボーイ・ボブ・オートンと悪役トリオを結成する。1985年3月31日、ニューヨークのマディソン・スクエア・ガーデンで行われたレッスルマニア第1回大会のメインイベントでは、パイパーとのコンビでハルク・ホーガン&ミスター・Tと対戦した。その後、この試合の結果（セコンドのオートンとの同士討ちによる敗北）がもとでパイパーと仲間割れしてベビーフェイスに転向、旧敵ホーガンのタッグパートナーとなる。その抜群のルックスで女性ファンからの絶大な支持を獲得し、WWFナンバー2のポジションに就いた。
しかし、ホーガン人気への嫉妬心からの裏切りというストーリーのもと再びヒールに戻り、ボビー "ザ・ブレイン" ヒーナンを新しいマネージャーにホーガンとの抗争を再開する。特に、1986年8月28日にカナダ・オンタリオ州トロントのエキシビション・スタジアムにて7万4000人の大観衆を集めて開催されたザ・ビッグ・イベントのメイン戦や、1987年1月3日のサタデー・ナイト・メイン・イベントで行われたスチール・ケージ・マッチは、WWE史に残る試合として知られている。
1987年中盤より再度ベビーフェイスとなり、旧マネージャーのヒーナンがマネージメントするリック・ルードらと抗争。同年11月26日に行われた第1回サバイバー・シリーズでは、旧敵のホーガン、バンバン・ビガロ、ドン・ムラコ、ケン・パテラとチームを結成したが、過酷な全米サーキットを通して首を痛めたこともあり、徐々にフェードアウト。WWF離脱後は1988年のセミリタイアを経て1990年にWCWに登場するも、短期間で退団。その後は散発的にジム・コルネットのSMWなどのインディー団体に上がった。
1993年よりWCWに復帰し、空位となっていたWCW世界TV王座を獲得した他、WWF時代の後輩 "プリティ" ポール・ローマとのタッグチーム「プリティ・ワンダフル」でも活躍。1994年7月17日にカクタス・ジャック&ケビン・サリバン、同年10月23日にザ・パトリオット&マーカス・バグウェルを破り、WCW世界タッグ王座を2回奪取している。しかしWCW移籍後より筋肉の病気を患い、首の怪我の悪化もあって1995年に引退してからは若手育成機関WCWパワープラントの教官を務める一方、ロード・エージェントとしても活動し、極東担当を任されていたこともある。
日本には1980年代、WWF入りする以前に新日本プロレスに4回参戦した。1980年10月の初来日時は長州力や藤波辰巳から勝利を収め、アントニオ猪木ともシングルマッチで対戦。新間寿は全日本プロレスに転出したスタン・ハンセンの後釜候補に、アドリアン・アドニスと彼の名を挙げていた。
しかし、2回目の来日となる1983年4月21日、蔵前国技館にて前田日明のヨーロッパ凱旋帰国初戦の相手を務め、フライング・ニールキック、リバース・アームサルトの連続技に敗退。試合後、首を押さえながらレフェリーに「なぜ、あんな危険な技を使わせるのか?」と抗議する一幕も見られた。同年7月の来日時の再戦でも前田のジャンピング・ニー・アタックを食らってのエプロン・カウントアウト負けを喫するなど、前田の売り出しアングルに一役買ったものの、アメリカマットでのスケジュールが多忙だったことや、敗戦によるイメージの悪化からチャンスを与えられる機会がなくなったこともあり、新日本プロレスには定着しなかった。1984年に前田がWWFをサーキットした際には、親身になって面倒を見ていたという。
1993年4月10日のUWFインターナショナル大阪府立体育会館大会に参戦予定もあったが、直前でキャンセル。プロレスライターの流智美は、相手がゲーリー・オブライトに決まったことから再び引き立て役に使われることを懸念したものと推測している。

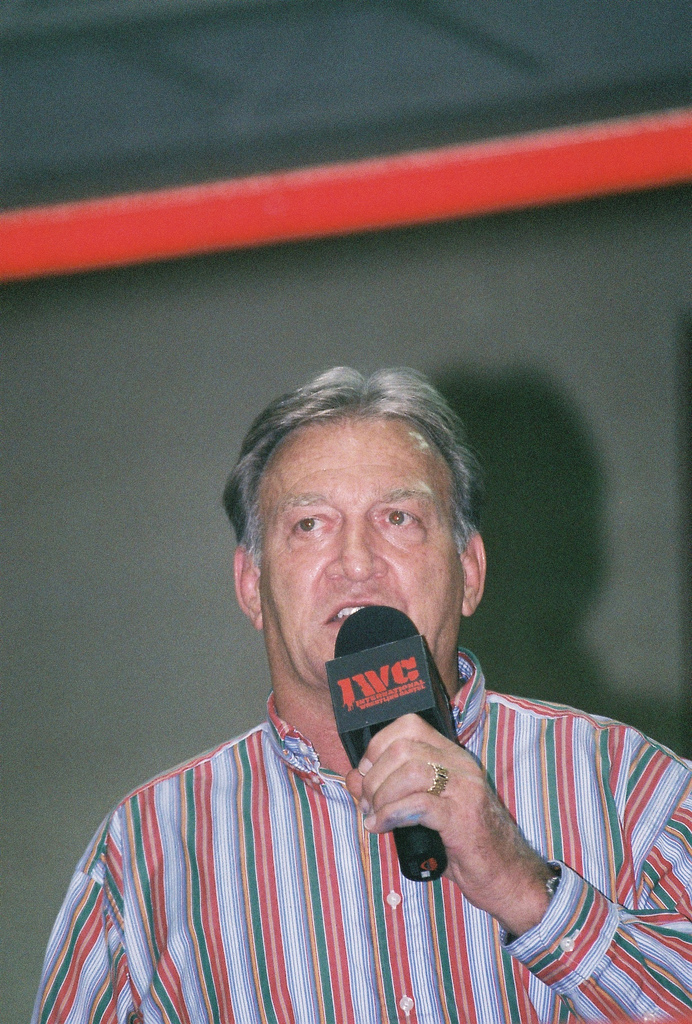
2010年

1995年にWCWでIWGPヘビー級王座をかけてグレート・ムタと対戦したことがあるが、新日本プロレス非公認であったため公式にはタイトルマッチとして扱われていない（ベルトを保持していたのはムタではなく武藤敬司であったため）。また、エージェント時代の2000年にはムタのWCWサーキットをプロデュースした。
2005年には1980年代のWWFにおける功績から、WWE殿堂に迎えられている。インダクターは、かつてのマネージャーであるヒーナンが務めた。
2014年8月11日、WWEのRAWで行われたホーガンの誕生日祝賀会に、フレアー、パイパー、ジーン・オーカーランド、ジミー・ハート、ケビン・ナッシュ、スコット・ホールらと共に、ホーガンとゆかりのあるレジェンドの一人としてゲスト出演。観客の声援を煽ったり、ディーヴァにキスを求めたりなど、往時と変わらぬパフォーマンスを見せた。
2021年7月12日、死去。71歳没。

## 得意技
- パイルドライバー
- パワースラム
- ドロップキック
- エルボー・バット
- クローズライン
- カーフ・ブランディング

## 獲得タイトル
NWAミッドアメリカ
- NWA南部ヘビー級王座（ミッドアメリカ版）：1回[9]

NWAトライステート / ミッドサウス・レスリング・アソシエーション
- NWA北米ヘビー級王座（トライステート版）：2回[10]
- ミッドサウス北米ヘビー級王座：1回[10]
- ミッドサウス・タッグ王座：1回（w / テッド・デビアス）[23]

ミッドアトランティック・チャンピオンシップ・レスリング
- NWA世界タッグ王座（ミッドアトランティック版）：1回（w / ジミー・スヌーカ）[11]

サウスイースタン・チャンピオンシップ・レスリング
- NWAサウスイースタン・タッグ王座：2回（w / ディック・スレーター、ノーベル・オースチン）[12]

ジョージア・チャンピオンシップ・レスリング
- NWAナショナル・ヘビー級王座：3回[4]

ワールド・チャンピオンシップ・レスリング
- WCW世界TV王座：1回[24]
- WCW世界タッグ王座：2回（w / ポール・ローマ）[15]

ワールド・レスリング・エンターテインメント
- WWE殿堂：2005年（インダクターはボビー・ヒーナン）[22]
- レッスルマニア メインイベント回数 : 1回

ナショナル・レスリング・アライアンス
- NWA殿堂：2009年[25]

インディー
- AWFヘビー級王座：1回
- UWFサザン・ステーツ王座：1回
- NWLタッグ王座：1回（w / ブライアン・ブレアー）

## エピソード
- 現役時代のライバル、ハルク・ホーガンとは非常に仲が悪かったことで知られた。共にフロリダ出身でヒロ・マツダに師事しており、学生時代から顔を知っていたともいう。2005年のWWE殿堂式典の際は同じく殿堂入りしたホーガンの入退場の際、壇上で一人座ったまま拍手もしなかった。さすがにホーガンから手を差し出された際には苦笑いしながら握手には応じている[14]。ホーガンはオーンドーフの死去にSNS上で哀悼の意を表した[1]。
- 腕っ節の強さでも知られ、WCWでロード・エージェントをしていた当時、テレビ収録への不参加など自分勝手な振る舞いをしていたビッグバン・ベイダーと控室で喧嘩になり、ベイダーをノックアウトしたことがある[26]。
- テリー・ファンクもオーンドーフについて「相手が自分よりもレスリングを熟知していたとしても、そんなことは関係ない。一旦、頭にきてしまえば徹底的に相手を叩きのめす。だが、根は本当にいいヤツで、とにかく怒らせてしまうと面倒な男」などと自著で語っている[27]。